# آشاغی زید
آشاغی زید (به لاتین: Aşağı Zeyid) یک منطقه مسکونی در جمهوری آذربایجان است که در شهرستان خاچماز واقع شده‌است. آشاغی زید ۹۸۰ نفر جمعیت دارد.